# Литер (газета)
«Литер» — республиканская общественно-политическая  газета Казахстана.
Основные рубрики: Политика, общество, экономика, спорт, культура.

## Содержание и тематика
На страницах газеты издания «Литер» публикуется весь спектр общественно значимых событий. Широко представлена экономическая, политическая и международная аналитика.

## Распространение
Газета выходит в тираж с 3 марта 2004 года, распространяется по всем регионам Казахстана, как в розницу, так и по подписке. Периодичность выпуска: 3 раза в неделю - вторник, четверг, суббота. 
Есть веб-сайт издания «Литер» и представлен в таких социальных сетях как: facebook, twitter, ВКонтакте, Instagram, Google+. 
Электронная версия на русском языке.

## История
3 марта 2004 году — вышел в свет первый номер издания. Газета основана холдингом «Литер-Media», учредителем и издателем двух ежедневных республиканских общественно-политических газет «Литер» (на русском языке) и «Айкын» (на государственном языке).
В 2005 году — редакция была награждена президентской премией в области журналистики.
В 2008 году — компания «Литер-Media» стала лауреатом премии акима Карагандинской областив области журналистики. Впервые с момента учреждения этой премии золотую статуэтку «Алтын Сункар» получила компания, целый творческий коллектив. В этом же году вышел 1000-ный юбилейный номер газеты.
В 2006 году — премия «Алтын Жулдыз» в номинации «Лучшая республиканская газета».
В 2009 году — в ходе совещания с участием руководителя администрации президента Аслана Мусина, было принято решение о передаче издания «Литер» (на русском языке)и «Айкын» (на государственном языке) в медиа-холдинг «Нур Медиа», учредителем которого является партия «Нур Ота́н».
Со слов генерального директора, главного редактора, председателя редакционного совета «Литер-Media» Ерлан Бекхожина общественно-политическая газета была подарена партии, во время экономического кризиса
В 2009 году — редакции республиканских общественно-политических газет «Литер» и «Айқын» переехали из Алма-Аты в Астану. 
В 2024 году творческий коллектив республиканской общественно-политической газеты «Литер» награждён Благодарностью Президента Республики Казахстан в области средств массовой информации.

### Главные редакторы
- 2004 год — Грибанов, Александр Леонидович, главный редактор газеты "Литер".
- 2005 год — Шыбынтай Расул Малкаждарулы, главный редактор газеты "Литер".
- 2006—2012 год — Тараков, Лев Юрьевич заместитель генерального директора компании «Литер-Media», главный редактор газеты "Литер"[14].
- 2012—2014 год — Джанаханов Кайсар Кадырович директор, главный редактор газеты "Литер"[15].
- 2014 год — Дмитрий Шишкин, главный редактор газеты "Литер"[16].
- 2017—2018 год — Джанаханов Кайсар Кадырович, главный редактор ТОО газета «Литер»[17].

## Скандалы
В 2009 году сотрудники редакции общественно-политических газет «Литер» и «Айқын» направили письмо на блог премьер-министра Республики Казахстан с просьбой разобраться в систематической задержке заработной платы сотрудникам редакций. Данное обращение было направлено журналистом Алексеем Храмковым. Модераторы блога премьер-министра РК в дальнейшем удалили данное письмо. Генеральный директор  «Нур Медиа» Арманжан Мерекеевич Байтасов предложил журналисту  Храмкову уволиться по собственному желанию, что вызвало недовольство у коллектива редакции и этот вопрос остался открытым .